# 木室卯雲
木室 卯雲（きむろ ぼううん、1714年（正徳4年）- 1783年7月27日（天明3年6月28日））は、江戸時代中期の戯作者、狂歌師、幕臣（当初は御家人、後に旗本へ昇進）。名は朝濤、通称は新七郎、庄左衛門、七左衛門。別号は白鯉館、二鐘亭半山、馬場雲壺。武士として江戸幕府に仕える傍ら創作活動を行い、噺本や随筆も執筆するなど、黎明期における江戸狂歌の作者や幕臣文人として知られる。

## 出自
『寛政重修諸家譜』によれば、木室家の本姓は藤原氏で、先祖の木室佐重は1582年（天正10年）に徳川家康の伊賀越え（神君伊賀越え）を支援したことから幕府に抱えられ御家人となったという、いわゆる「伊賀者」の家系であった。なお、卯雲（朝濤）の弟の朝高は一橋家初代の徳川宗尹に仕えた。

## 経歴・人物
江戸において、御家人の木室勝久の子として生まれ、1736年9月17日（元文元年8月13日）に家督を継ぐ。初めは番町（現在は東京都千代田区に所在）に在住して御家人として活動し、幕府の徒目付等を務めた。またこの頃俳人の慶紀逸の門人となり、江戸座で俳諧を学んだ。石寿観秀国が編纂した『江戸の幸』には卯雲の肖像画や彼が詠んだ句が残っている。
その後は狂歌もよくし、1756年（宝暦6年）には御目見以上となり旗本へ昇進、小普請方として仙波東照宮や三芳野神社の修理などを担当した。1768年9月9日（明和5年7月29日）には広敷番頭に就任した。また1765年（明和2年）に上洛した際には同じ狂歌師であった栗柯亭木端や九如館鈍永との親交を持った。後に四方赤良（大田南畝）ら「天明狂歌」の狂歌師と親交を持ち、1783年（天明3年）に刊行された『萬載狂歌集』には卯雲が詠んだ24首が入集されている。
1779年3月22日（安永8年2月5日）に広敷番頭を退いて小普請に転じ、1783年7月27日（天明3年6月28日）に死去、享年70。祥雲寺に葬られる。

## 逸話
大田南畝の随筆『奴凧』には、卯雲が昇進が適わない境遇を自嘲して詠んだ狂歌「色黒く頭の赤きわれなれば　番の頭になりさうなもの」が、幕府老中の耳に届き、1768年の広敷番頭就任という人事につながったとする話が載る。

## 主な著作物

### 噺本
- 『鹿子餅』- 1772年（安永元年）刊行[2]。江戸小咄の流行の先駆となった[1][2]。
- 『譚嚢』

### 随筆
- 『奇異珍事録』
- 『見た京物語』

### 狂歌集
- 『今日歌集』- 1776年（安永5年）刊行[2]。実子の木室藍明が父が詠んだ歌を集めて編纂及び刊行した[2]。名称は狂と今日を掛けている。